# Jordan Magee
Jordan Machai Magee (Towson, 24 marzo 2001) è un giocatore di football americano statunitense che milita nel ruolo di linebacker per i Washington Commanders della National Football League (NFL).

## Carriera universitaria
Nella sua prima stagione a Temple nel 2019, Magee disputò quattro partite negli special team. Nel 2020 mise a segno 15 tackle in cinque partite. Divenne titolare all'inizio del 2021, terminando con 54 placcaggi e 3 passaggi deviati quell'anno. L'anno seguente guidò la squadra con 86 tackle, di cui 9 con perdita di yard, e 4,5 sack, venendo nominato menzione onorevole della American Athletic Conference (AAC). Nel 2023 fu ottavo nella conference con 80 tackle e terzo con 14 placcaggi con perdita di yard, venendo inserito nella seconda formazione ideale della AAC. Magee chiuse la carriera nel college football con 235 tackle e 8 sacks.

## Carriera professionistica

### Washington Commanders
Magee fu scelto nel corso del quinto giro (139º assoluto) del Draft NFL 2024 dai Washington Commanders. Nella sua prima stagione mise a segno 9 placcaggi in 8 presenze, di cui una come titolare.